# Cabaguil
Cabaguil este unul din cele șapte zei mayași care au creat lumea. De asemenea este numit Inima Cerului. Cabaguil este un zeu al cerului. 